# Dalby lund
Dalby lund este o arie protejată (arie specială de conservare — SAC, sit de importanță comunitară — SCI) din Suedia întinsă pe o suprafață de 24,4 ha, integral pe uscat.

## Localizare
Centrul sitului Dalby lund este situat la coordonatele 56°28′33″N 16°27′21″E / 56.4757°N 16.4557°E.

## Înființare
Situl Dalby lund a fost declarat sit de importanță comunitară în ianuarie 2002 pentru a proteja 1 specie de animale. Situl a fost protejat și ca arie specială de conservare în martie 2011.

## Biodiversitate
Situată în ecoregiunea continentală, aria protejată conține 1 habitat natural: Păduri caducifoliate bătrâne naturale hemiboreale fino-scandinave (Quercus, Tilia, Acer, Fraxinus sau Ulmus) bogate în specii epifite.
La baza desemnării sitului se află o specie protejată de  nevertebrate: Vertigo angustior.